# Beneš-Mráz Be-52 Beta-Major
Beneš-Mráz Be-52 Beta-Major byl československý sportovní a cvičný dvoumístný dolnoplošník z třicátých let 20. století, který byl vyroben ve firmě Beneš-Mráz v Chocni, která jej vyvinula v plodném roce 1936. Letoun byl určen pro výcvik ve vysoké akrobacii, popřípadě ke kondičním letům s instruktorem.

## Vznik a vývoj
Jednalo se o další model do řady úspěšných předválečných letadel této firmy, která byla vyráběna pro sportovní a školní účely. Byl postaven pouze jeden prototyp.
Dolnokřídlý jednoplošník Beneš-Mráz Be-50 Beta-Minor se stal východiskem ke konstrukci dalších dvou typů akrobatických letadel, dvousedadlovky Be-52 a jednosedadlovky Be-56. Oba tyto letouny byly vybaveny invertními, čtyřválcovými motory Walter Major 4. Ke vzniku akrobatického typu Be-52 bylo blízko také proto, že akrobatická a stíhací letadla konstruovaná ing. Pavlem Benešem (Avia BH-21, Avia BH-22, Avia BH-33) vykazovala mimořádnou schopnost akrobacie. Namísto uvedených dvouplošníků ing. Beneš přišel s moderním dolnokřídlým jednoplošníkem.

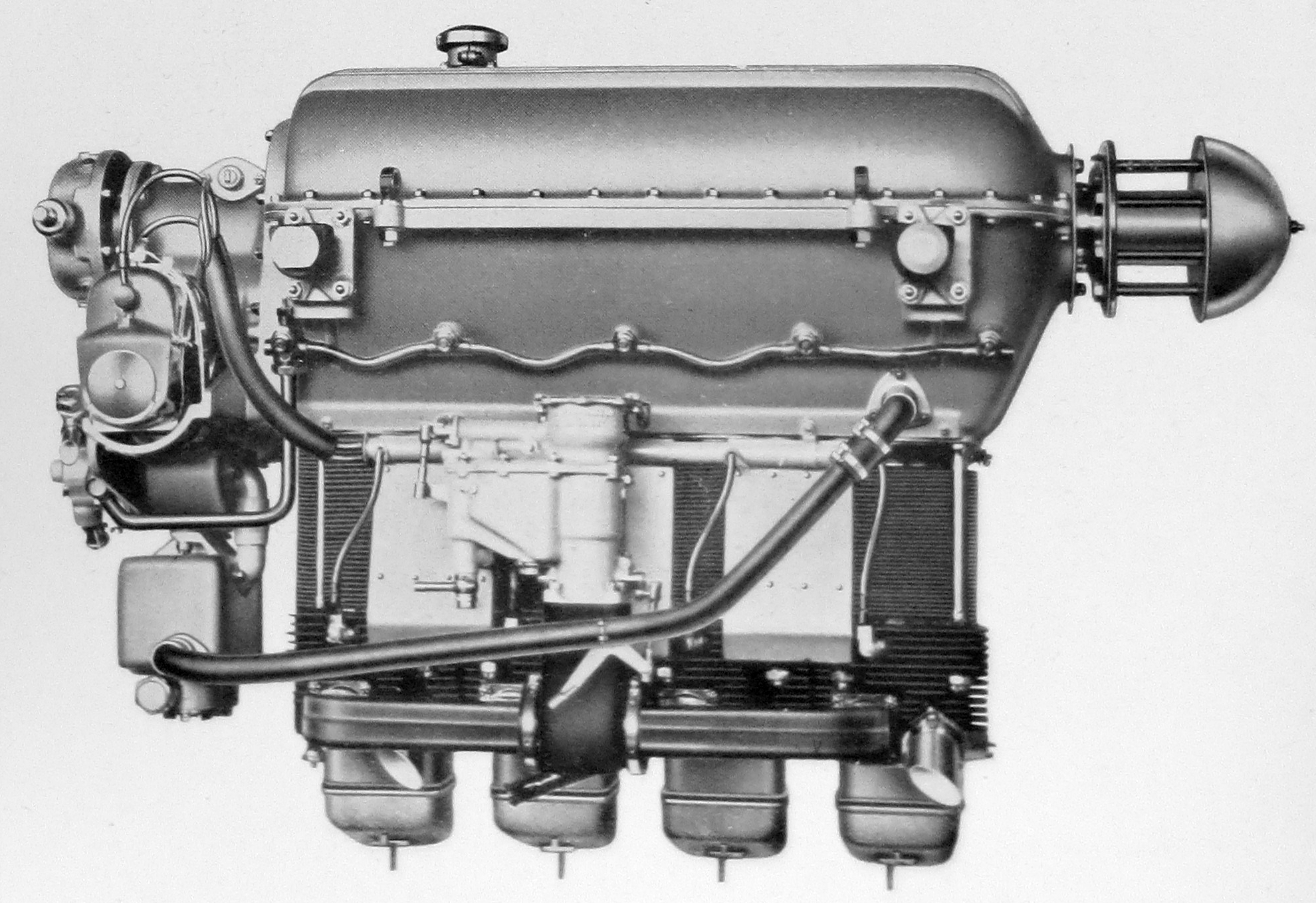
Motor Walter Major 4 použitý v letounu Beneš-Mráz Be-52 Beta-Major

## Popis letounu
Tato otevřená dvousedadlovka tvarově připomínala základní typ Beneš-Mráz Be-50 Beta-Minor, avšak byla vybavena pevnější kostrou trupu a křídly s poněkud menší plochou, avšak s bezpečnostním násobkem 13,5. Střední část křídel byla provedena v jednom celku s trupem s tím, že obě vnější části křídel byly zavěšeny na zesílených kováních pomocí speciálních čepů. Dýhovaná křídla se směrem ke konci rapidně zužovala.
Obdélníkový průřez trupu s klenutou horní částí odpovídal použitému řadovému motoru. Vpředu byl ukončen přepážkou s protipožární stěnou, na níž bylo uchyceno motorové lože.
Sedadla byla uspořádána za sebou, přičemž pilotní sedadlo bylo vzadu a žákovo vpředu, v těžišti letadla. Vstup do letounu byl usnadněn po obou stranách odklopnými dvířky. Samotný prostor sedadel počítal i s dostatečným místem pro umístění padáků. Kokpit byl vybaven všemi nezbytnými přístroji pro řízení letounu včetně přístrojů pro let v mlze.
Podvozek byl dvoudílný se značným rozchodem kol a aerodynamickými kryty kol. Každá, samostatná část podvozku byla přichycena k přední stěně hlavního podélníku 4 šrouby.
Motor Walter Major 4 byl pružně uložen na gumových podložkách. Motorové lože bylo svařeno z ocelových trubek. Snadno odklopitelné kryty dovolovaly z obou stran snadný přístup k motoru. Dvě benzínové nádrže byly umístěny v křídlových nástavcích před hlavním podélníkem.

## Použití
V březnu 1936 byl letoun vystaven na Výstavě sportovních letadel z Národní letecké sbírky v rámci Pražských vzorkových veletrhů společně s dalšími typy z choceňské továrny (Be-50 a Be-60 Bestiola). Do leteckého rejstříku byl tento prototyp zapsán 15. 7. 1936 pod imatrikulací OK-BED. Letoun byl úspěšně předveden v Belgii továrním šéfpilotem Josefem Koukalem, kde předvedl akrobatické schopnosti letounu vrcholící třemi otáčkami vývrtky v letu naznak a bezvadným vybráním. Přes tyto akrobatické vlastnosti zůstal prototyp bez sériových následovníků. Zprvu jeho vlastníkem bylo Ministerstvo veřejných prací, od roku 1937 byl v majetku choceňské továrny a v roce 1938 jej používala Ústřední letecká škola v Letňanech. Z československého rejstříku byl vymazán 23. 9. 1939. Za druhé světové války byl registrován na Slovensku a využívaly jej Slovenské vzdušné zbraně.

## Uživatelé
- Československo
  - Ministerstvo veřejných prací (1936)
  - Beneš-Mráz (1937)
  - Ústřední letecká škola (1938)
- Slovensko
  - Slovenské vzdušné zbraně (1939–1945)

## Specifikace
Údaje dle

### Technické údaje
- Posádka: 2
- Rozpětí: 10,67 m
- Délka: 7,76 m
- Výška: 2,10 m
- Nosná plocha: 14,00 m2
- Plošné zatížení: 57,8 kg/m2
- Prázdná hmotnost: 550 kg
- Max. vzletová hmotnost: 820 kg
- Pohonná jednotka: vzduchem chlazený čtyřválcový invertní letecký motor Walter Major 4
- Výkon pohonné jednotky:
  - jmenovitý: 88,3 kW (120 k) při 2100 ot/min
  - vzletový: 95,6 kW (130 k) při 2350 ot/min
- Spotřeba paliva: 235–250 g·h−1·k−1 / 320–340 g·h−1·kW−1
- Vrtule: dvoulistá dřevěná vrtule

### Výkony
- Maximální rychlost: 235 km/h
- Cestovní rychlost: 200 km/h
- Přistávací rychlost: 65 km/h
- Dolet: 600 km
- Dostup: 5200 m